# 溥堃
愛新覺羅溥堃（1885年7月4日—1932年5月14日），奉恩鎮國公載㷇第三子，母妻富察氏，其父為景壽，淳親王系第七代。
他在光緒十一年五月（1885年）出生，光緒二十一年五月（1895年）接替父親成為淳親王第七代，但因為淳親王並非世襲罔替的爵位，因此他的封爵只是奉恩鎮國公。光緒三十二年（1906年），廿二歲時以鑲白旗常瑞佐領下人就讀陸軍貴胄學堂。
民國廿一年四月（1932年）他去世，虛齡四十八岁。